# Ashford (Devon)
Ashford is een civil parish in het Engelse graafschap Devon. De plaats telt 267 inwoners en maakt deel uit van het district North Devon.
Ashford werd reeds vermeld in het Domesday Book van 1086. Indertijd telde men er onder meer 20 huishoudens, twee varkens, twee stuks vee en dertig schapen. Het had een relatief geringe belastingopbrengst van 1,1 geldum.
In 1870/72 telde de Imperial Gazetteer in Ashford 157 inwoners in 31 huizen.
De plaats heeft vijf vermeldingen op de Britse monumentenlijst. Daaronder bevindt zich de dorpskerk, waarvan de toren in 1798 geheel herbouwd werd en de rest in 1854.